# Greußen
Greußen é uma cidade da Alemanha localizado no distrito de Kyffhäuserkreis, estado da Turíngia.
Greußen é a sede do Verwaltungsgemeinschaft de Greußem.